# Японо-корейський договір про протекторат

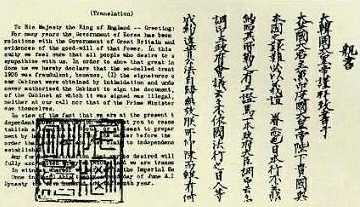
Денонсація Договору з печаткою короля Коджона - документ на ім'я короля Великої Британії

Японо-корейський договір про протекторат — міжнародний договір, укладений між Японською та Корейською імперіями 17 листопада 1905. На укладення договору вплинув результат російсько-японської війни. Цей договір перетворював Корею в протекторат Японії. В країні засновувався пост японського генерал-резидента, який отримував значні повноваження в управлінні країною.

## Історія договору
Після перемоги Японії в російсько-японській війні та підписання угоди Кацура — Тафта, відповідно до якого США обіцяли не втручатися в політику Японії щодо Кореї, японський уряд вирішив остаточно затвердити свої позиції на Корейському півострові. Для цього було також необхідно домогтися згоди Великої Британії, що і було зафіксовано в другій редакції англо-японського союзу, підписаної в липні 1905.
Повноважний представник Японії Іто Хіробумі прибув у Хансон і провів кілька зустрічей з імператором Кореї Коджоном і корейськими міністрами. У ході первинних переговорів не вдалося отримати згоди корейського керівництва, в результаті чого японська сторона зважилася вдатися до військового тиску. 17 листопада 1905 частини японських військ, що знаходилися в Кореї згідно союзному договору, підписаного в 1904, оточили палац імператора Коджона. Під час засідання кабінету міністрів, що проходив в оточеному палаці, Іто Хіробумі зажадав від них згоди на японський протекторат. Коджон ухилився від прямих переговорів, прем'єр-міністр Хан Гюсоль рішуче виступив проти договору, в результаті чого був ізольований японськими солдатами в окремій кімнаті. В результаті глава корейського МЗС і ще четверо міністрів підписали договір, підготовлений японськими представниками .
За угодою Корея втрачала право на проведення своєї зовнішньої політики, крім того, вся торгівля в корейських портах здійснювалася під наглядом японців.
Двоє корейських міністрів не підписали договір, неясно також, чи став ставити свою особисту печатку на нього імператор Коджон (без цього договір не вважався дійсним). Через це ряд істориків, особливо корейських, ставлять під сумнів юридичну правомочність договору. Однак, користуючись переважною військовою та політичною перевагами, Японія втілила в життя всі положення договору.

## Список корейських міністрів, які підписали договір
- Міністр освіти Лі Ваньон (이완용; 李完用)
- Міністр оборони Лі Гинтхек (이근택; 李根澤)
- Міністр внутрішніх справ Лі Джійон (이지용; 李址鎔)
- Міністр закордонних справ Пак Джесун (박제순; 朴齊純)
- Міністр сільського господарства, торгівлі і промисловості Квон Джунхьон (권중현; 權重顯)

## Після підписання
У 1907 імператор Коджон послав трьох осіб на Гаазьку мирну конференцію, щоб спробувати представити Договір про протекторат як несправедливий й анулювати його. Однак країни-учасниці конференції відмовилися надати корейцям право голосу.
Пізніше між Японією і Кореєю були укладені Японо-корейський договір 1907 року і Договір про приєднання Кореї до Японії.
Договір про протекторат офіційно анульований в 1965 японо-південнокорейською угодою.

## Назва
В Японії Договір зазвичай називають «Другою японо-корейською конвенцією» (яп. 第二次日韓協約, дайнідзі ніккан кьо: яку), а в Кореї — «Другою корейсько-японською конвенцією» (кор. 제 2 차 한일 협약) або «Угодою року Ильса» (кор. 을사 조약) .